# Partido Roldosista Ecuatoriano

Logo der Partido Roldosista Ecuatoriano

Der Partido Roldosista Ecuatoriano (dt. „Roldosistische Ecuadorianische Partei“; PRE) ist eine politische Partei in Ecuador. Er wird als populistisch eingestuft, sieht sich selbst als eher linksorientiert und wird von außen eher als Mitte-rechts-Partei angesehen. Die Partei wird vor allem in den Armenvierteln der Großstadt Guayaquil und den Küstenprovinzen gewählt. Ihre soziale Trägerschicht sind Vertreter der unternehmerischen Oberschicht Guayaquils und zahlreicher anderer Städte besonders der Küstenregion. Vorsitzender der Partei ist der Unternehmer Alfredo Adum; ihre zentrale Persönlichkeit ist jedoch Parteigründer Abdalá Bucaram.

## Geschichte
Der PRE wurde am 18. Januar 1983 in das Parteienverzeichnis eingetragen. Sein Name stammt vom 1982 tödlich verunglückten Präsidenten Ecuadors, Jaime Roldós. Die Partei wurde von einem familiär geprägten Kreis um dessen Schwager Abdalá Bucaram gegründet und beruft sich auf das sozialreformerische Programm Roldos', der Anfang der 1980er Jahre unter anderem die Einnahmen der Erdölproduktion des Landes für Armutsbekämpfung und Alphabetisierung verwenden wollte. Eine solche Politik wurde von Bucaram und seinen Mitstreitern als „roldosistisch“ bezeichnet. Die Partei ist ebenfalls dem Erbe Assad Bucarams, eines Onkels von Abdalá, verpflichtet, der als Führer der Concentración de Fuerzas Populares die neben der Frente Nacional Velasquista erfolgreichste populistische Partei der 1960er und 1970er Jahre geleitet hatte. 
Die Roldosistische Partei hatte ihren Rückhalt zunächst vor allem in den durch informelle Besiedlung entstandenen Armenvierteln der größten Stadt Ecuadors, Guayaquil. Bucaram gewann hier Anhängerschaft, indem er Infrastruktur (Strom, Wasser, Wege, Schulen etc.) für diese Viertel versprach und in populistischer Manier Geschenke verteilte. 
Er wurde 1984 zum Bürgermeister Guayaquils gewählt, floh jedoch bereits im September 1985 nach Panama, nachdem er wegen Majestätsbeleidigung gegen den ebenfalls aus Guayaquil stammenden Präsidenten Ecuadors León Febres Cordero verurteilt und wegen Verunglimpfung der nationalen Streitkräfte angeklagt war. Er kehrte erst 1987 zurück, um bei den Präsidentschaftswahlen zu kandidieren, bei denen er als Kandidat mit den zweitmeisten Stimmen des ersten Wahlgangs im zweiten Wahlgang Rodrigo Borja (ID) unterlag. 
Bucarams Schwester Elsa wurde bei den gleichzeitig stattfindenden Bürgermeisterwahlen zur Bürgermeisterin Guayaquils gewählt. Sie amtierte von 1988 bis 1991, als sie vor einer Anklage wegen Veruntreuung nach Panama ins Exil floh. Abdalá Bucaram, gegen den 1990 eine Anklage wegen ähnlicher Vorwürfe fallengelassen worden war, kandidierte bei den Präsidentschaftswahlen 1992 und belegte mit 22 % der Stimmen im zweiten Wahlgang den dritten Platz. Bei den Präsidentschaftswahlen 1996 kandidierte Bucaram erneut und setzte sich im zweiten Wahlgang gegen den Kandidaten des Partido Social Cristiano, Jaime Nebot, durch. Hierzu trug auch sein unter dem Motto La fuerza de los pobres (dt. „Die Kraft der Armen“) geführter Wahlkampf bei, in dem er unter anderem hoch subventionierte Wohnungsprogramme beschlossen hatte, die allgemein als nicht durchführbar angesehen wurden. 
Entgegen seinem umfassenden sozialreformerischen Programm regierte Bucaram eher neoliberal im Interesse der Unternehmer seines sozialen Umfeldes. Seine Präsidentschaft war allerdings eher durch unberechenbare Aktionen des Präsidenten und Nepotismus als durch planvolle Politik geprägt. Sie dauerte nur 186 Tage. Er wurde schließlich vom Parlament abgesetzt, nachdem es zu großen sozialen Protesten wegen der geplanten Abschaffung von Subventionen für Strom und Gas und der allgemein kursierenden Korruptions-, Veruntreuungs- und Nepotismusvorwürfe kam. Bucaram floh erneut nach Panama, wo er noch heute lebt. Obwohl seit einigen Jahren nicht mehr offizieller Vorsitzender, ist er noch immer der führende Kopf seiner Partei.
Bei den Präsidentschaftswahlen 1998 kandidierte der Multimillionär Álvaro Noboa für den PRE und unterlag im zweiten Wahlgang Jamil Mahuad DP. Nach der Wahl zerstritten sich Bucaram und Noboa, woraufhin Noboa eine eigene Partei, den Partido Renovador Institucional Acción Nacional PRIAN gründete. 
Im Jahr 2002 trat Abdalás Bruder Jacobo Bucaram als Präsidentschaftskandidat an und erhielt mit 11,9 % lediglich die sechstmeisten Stimmen. Bei den gleichzeitig stattfindenden Wahlen zum Nationalkongress wurde der PRE mit 15 Sitzen zweitstärkste Partei (hinter dem Partido Social Cristiano). Die Partei war maßgeblich daran beteiligt, im Dezember 2004 verfassungswidrig im Nationalkongress die Neubesetzung von 27 der 31 Richterposten am Obersten Gerichtshof zu beschließen. Die Neubesetzung des Obersten Gerichtshofs mit PRE, PRIAN und der Partei des amtierenden Präsidenten Gutiérrez, PSP, nahestehenden Richtern führte dazu, dass bestehende Anklagen gegen Abdalá Bucaram für nichtig erklärt wurden und dieser nach Ecuador zurückkehren konnte. Sie führte aber auch zu umfassenden Protesten, die schließlich in der Auflösung des Obersten Gerichtshofs, dem Sturz von Präsident Gutiérrez und der erneuten Flucht Bucarams nach Panama endeten. Mehrere Abgeordnete des PRE verließen daraufhin die Partei oder wurden aus dem Kongress ausgeschlossen, so dass die Parlamentsgruppe im Oktober 2006 noch aus zehn Abgeordneten bestand.

## Letzte Wahlergebnisse (2004, 2006, 2009)
Nach den Regionalwahlen 2004 stellt der PRE die Präfekten der Provinzen El Oro und Los Ríos sowie seit März 2006 auch den Präfekten der Provinz Sucumbíos. Er stellt die Bürgermeister von 21 der 219 Kantonshauptstädte und zehn weitere in Koalition mit anderen Parteien. Von den 21 von PRE-Bürgermeistern regierten Städten befinden sich 19 in der Küstenregion (Manabí 6, Los Ríos 5, Guayas 4, El Oro 3 und Esmeraldas 1) und zwei in der Amazonasprovinz Sucumbios. Die meisten von ihnen sind Kleinstädte. Die größte von einem Bürgermeister des PRE regierte Stadt ist Santa Rosa in der Provinz El Oro mit 45.000 Einwohnern. In Guayaquil ist der PRE seit den als chaotisch zu bewertenden Bürgermeister-Amtszeiten von Abdalá und Elsa Bucaram nur noch drittstärkste Partei hinter dem Partido Social Cristiano und neuerdings Álvaro Noboas PRIAN.
Kandidat bei den Präsidentschaftswahlen 2006 war Fernando Rosero, ein Rechtsanwalt aus Guayaquil. Er erhielt im ersten Wahlgang am 15. Oktober 2,1 % der Stimmen und zog nicht in die zweite Runde ein. Bei den gleichzeitig stattfindenden Parlamentswahlen verlor der PRE – vermutlich an die ebenfalls populistischen Parteien PRIAN (von Álvaro Noboa) und PSP (von Lucio Gutiérrez) – und erhielt nur noch sechs Mandate. Insgesamt erhielt die Partei etwa 8,4 Prozent der Stimmen. In ihrer Hochburg, der Provinz Guayas erhielt die Partei 12,3 Prozent der Stimmen. Ihr bestes Ergebnis erzielte sie in der Provinz Esmeraldas, wo sie mit 15,7 Prozent der Stimmen zweitstärkste Partei wurde. Unter den gewählten Abgeordneten befinden sich die Unterhaltungsshow-Moderatorin Gabriela Pazmiño, Ehefrau des Bucarám-Sohnes Dalo, und Jaime Jairala, ehemaliger TV-Journalist. Letzterer ist inzwischen jedoch unabhängiger Abgeordneter.
Bei den Wahlen zur Nationalversammlung 2009 konnte sich die PRE 3 Sitze sichern.